# 岩尾秀嶺
岩尾 秀嶺（いわお しゅうれい、1926年8月15日 - 2010年12月20日）は、日本の理論物理学者。

## 来歴
長野県上水内郡出身。長野県諏訪中学校（現・長野県諏訪清陵高等学校・附属中学校）を経て、名古屋大学理学部物理学科を卒業した。その後、大阪市立大学（現・大阪公立大学）大学院理学研究科、およびロチェスター大学大学院博物学をそれぞれ修了した。
シラキュース大学、ジェノヴァ大学、ベルン大学、東京教育大学（現・筑波大学）勤務を経て、金沢大学理学部助教授に就任、のち同大学理学部教授に昇進した。定年退官後、同大学名誉教授。
名古屋自由学院短期大学（のちの名古屋芸術大学短期大学部）教授も務めた。

## 参考書籍
- 「現代物故者事典 2009〜2011」日外アソシエーツ